# St. Georg (Ameke)

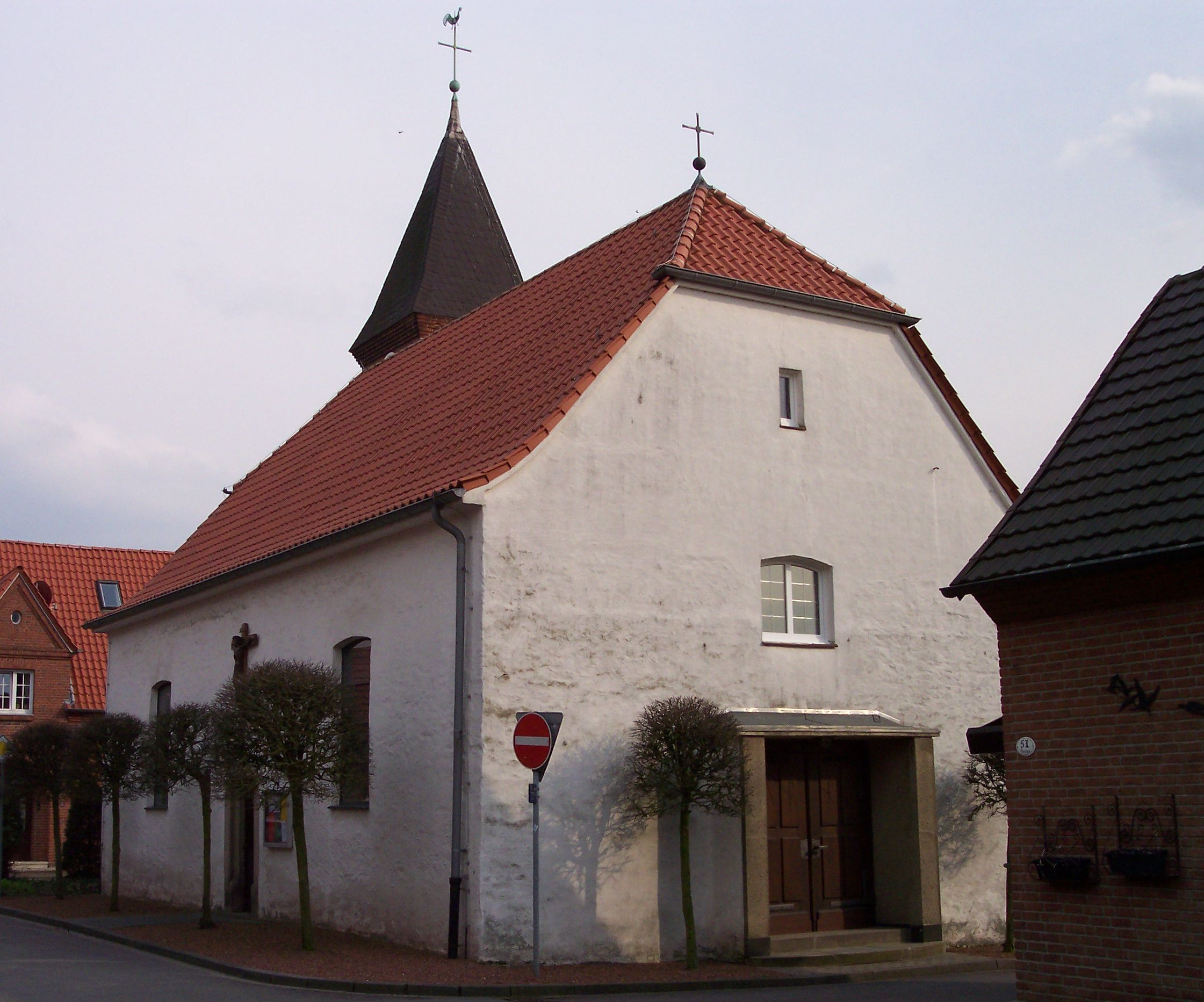
St.-Georg-Kapelle in Ameke, Drensteinfurt

Die Kapelle St. Georg ist eine Kapelle der katholischen Kirchengemeinde St. Regina im Dorf Ameke in der Stadt Drensteinfurt, Nordrhein-Westfalen. Sie trägt die postalische Straßen- und Hausnummernbezeichnung Ameke 47, liegt in der Mitte des Dorfes Ameke und ist von einem historischen Häuserring umgeben.

## Geschichte
Die ursprüngliche Kapelle stammte aus einer mittelalterlichen Stiftung, wurde aber aufgrund von Baufälligkeit am Ende des 18. Jahrhunderts abgerissen und in den Jahren 1799 bis 1801 auf den alten Grundmauern neu erbaut. Dazu wurde altes Baumaterial wiederverwendet.
Es entstand eine schlichte Saalkirche mit Walmdach und Dachreiter, die Ende der 1890er-Jahre mit einem Chor und einem Turm einschließlich Sakristei aus Ziegelsteinen ergänzt wurde.

## Ausstattung
An der Ostseite des Chores befindet sich in einer Nische eine Sandsteinstatue des heiligen Joseph. Im nordöstlichen Teil des Langhauses befindet sich eine Holzskulptur des heiligen Georg, nach dem die Kapelle ihren Namen hat, mit einem Drachen. Das Kreuz auf dem Dach des Chores stammt vom Vorgängerbau. In der Kapelle befinden sich etwa 100 Sitzplätze. Die Fenster des außen weiß verputzen Langhauses wurden im Jahr 1927 eingebaut und zeigen St. Georg, die heilige Maria, den heiligen Joseph sowie St. Isidor, den Patron der Bauern.
Die Kapelle hat seit dem Jahr 2001 eine digitale Orgel mit zwei Manualen und einem Vollpedal (Johannus Opus 10).
Ausgestattet ist die Kapelle mit zwei Glocken:
- einer mit der Tonhöhe d′′, einem Gewicht von 195 Kilogramm und einem Durchmesser von 670 Millimetern, die im Jahr 1989 von Petit & Gebr. Edelbrock gegossen wurde, sowie
- einer mit der Tonhöhe f′′ und einem Durchmesser von 520 Millimetern, die im Jahr 1678 gegossen wurde und im Jahr 1808 aus der Magdalenenkapelle des Nordenstiftes Hamm übernommen wurde.